# Giovanni Tzetzes
Giovanni Tzetzes (in greco medievale: Ἰωάννης Τζέτζης, Iōánnēs Tzétzēs; 1110 circa – 1180 circa) è stato un filologo, insegnante e funzionario bizantino.

## Biografia
Nato tra il 1110 e il 1112, figlio di un insegnante di grammatica e discendente, per parte di madre, da una ricca famiglia georgiana, ricevette una educazione completa in tutte le materie. Trovò impiego quale segretario a Beroia, in Macedonia, ma a seguito di uno scandalo perse il posto e cadde in miseria.
A partire dal 1139 svolse a Costantinopoli dapprima incarichi burocratici nella segreteria imperiale, poi si dedicò all'insegnamento e alla filologia, pur continuando a ricoprire, come la maggior parte degli eruditi bizantini del suo tempo, incarichi sia civili sia religiosi. Morì tra il 1180 e il 1185.

## Opere

Manoscritto della Teogonia di Esiodo con alcuni commenti di Giovanni Tzetzes (MS Gr 20, Houghton Library, Università di Harvard).

### Epistolario
Le 107 lettere scritte negli anni 1135-1170, rivolte a destinatari sia reali sia fittizi, trattano di argomenti mitologici, letterari e storici.

### Il libro di ricerche
Ὁ βίβλος ἱστορίων (Ho bíblos historíōn), conosciuto per lo più sotto i titoli di Libro di storie o di Chiliades (dalla suddivisione in libri di circa mille versi ciascuno operata dal curatore dell'editio princeps), consta di 12.674 versi dodecasillabi (il cosiddetto verso politico, accentuativo, assai frequente nella poesia bizantina e neoellenica), originariamente divisi in 660 capitoli, in cui vengono sviluppati molti degli argomenti già discussi nelle Lettere.
Assieme a Giovanni Zonara, egli è uno dei pochi autori a citare, nei Chiliades, la vicenda degli specchi ustori costruiti da Archimede durante l'assedio di Siracusa, da parte dei romani.

### Allegorie di Omero
Composte tra il 1142 e il 1147 in versi politici, contengono un'interpretazione allegorica dei poemi omerici.

### Carmina Iliaca
I cosiddetti Carmina Iliaca constano di 1.676 esametri dattilici e sono divisi in tre parti:
1. Antehomerica: storie del ciclo troiano che si svolgono prima della materia trattata nell'Iliade.
2. Homerica: rielaborazione riassuntiva dell'Iliade.
3. Posthomerica: storie del ciclo troiano che si svolgono dopo i funerali di Ettore (ultimo avvenimento cantato nell'Iliade): il cavallo di legno e la distruzione della città.

Lo stesso Tzetzes aggiunse scolî a questa sua opera.

### Scolî, glosse,Prolegomena, opere tecniche
Prima del 1138 Tzetzes compose scolî e prolegomena (introduzioni) al testo degli Erga di Esiodo, di alcune commedie di Aristofane, della Alessandra di Licofrone, degli Halieutica di Oppiano e altri autori minori. In seguito compose vari trattati di metrica, retorica e grammatica di carattere scientifico e alcuni poemetti per l'uso scolastico, sempre sulle medesime discipline (infatti nella tarda antichità e nel medioevo era costume che i libri di testo fossero scritti in versi, per favorire la memorizzazione delle nozioni da parte degli allievi). Scrisse anche un commento all'Introduzione alle "Categorie" di Aristotele di Porfirio, Prolegomena a vari poeti bucolici, un commento a Claudio Tolomeo e glosse a Pindaro, Eschilo, Euripide, Tucidide.
Scolî, glosse, Prolegomena e opere tecniche di Tzetzes contengono un'impressionante quantità di citazioni da opere perdute, per la conoscenza delle quali spesso non abbiamo altra fonte. Ciò permette di capire anche che gran parte della letteratura greca antica era sopravvissuta alla tarda antichità e all'alto Medioevo, per poi perire solamente nel sacco di Costantinopoli del 1204, durante la quarta crociata.

## Edizioni e traduzioni
- (GRC) Ioannes Tzetzes, Historiarum variarum Chiliades, Graece textum ad fidem duorum codicum Monacensium recognovit, brevi adnotatione et indicibus instruxit Theophilus Kiesslingius, Lipsiae, sumptibus Fr. Chr. Guil. Vogelii, 1826.
- (GRC) Ioannes Tzetzes, Historiae, recensuit Petrus Aloisius M. Leone, Napoli, Libreria Scientifica Editrice, 1968.
- (GRC) Ioannes Tzetzes, Carmina Iliaca, edidit Petrus Aloisius M. Leone, Catania, CULC, 1995.
- (GRC, IT) Giovanni Tzetzes, La leggenda troiana (Carmina Iliaca), introduzione, testo, traduzione e note a cura di Pietro Luigi M. Leone, Lecce, Pensa multimedia, 2015, ISBN 978-88-6760-314-5.